# نهى بهمن
نهى بهمن (1 يونيو 1983 -)، شاعرة ومترجمة مصرية. تخرجت من كلية الالسن بجامعة عين شمس قسم اللغة الأنجليزية عام 2004 وعملت مترجمة لمدة 6 سنوات بشركة بيت اللغات الدولية 

## نشأتها وحياتها
تخرجت من قسم اللغة الإنكليزية في عام 2004 من جامعة عين شمس وعملت بالترجمة بعد تخرجها م من خلال ترجمة العديد من الكتب في مجالات التنمية البشرية قبل أن يتطور عملها لترجمة كتب من مجالاتٍ مختلفة.

## أعمال

### ترجمة
- 2020 - «فئة تستحق القتل» من تأليف بيتر سوانسون[3] عصير الكتب للنشر والتوزيع (ردمك 9789779920948)
- 2019 – «الجريمة والعقاب» (جزآن) من تأليف الروائي الروسي فيودور دوستويفيسكي،[4][5] عصير الكتب للنشر والتوزيع (ردمك 9789776541924)
- 2019 – «الإنسان ذلك المجهول» من تأليف ألكسيس كاريل، عصير الكتب للنشر والتوزيع (ردمك 9789776542112)
- 2019 – «رسائل وجيه غالي إلى ديانا أتهيل»، عصير الكتب للنشر والتوزيع (ردمك 9789779920320)[6]
- 2017 – «بعدك[الإنجليزية]» (رواية) لجوجو مويس[7](2015)(ردمك 978-0-525-42659-2)، دار التنوير (ردمك 978-9938-941-08-1)
- 2017 – «خارج ظل الرجل» من تأليف ليلى السيسى، ن للنشر و التوزيع[8]
- 2015 – «النوم: مقدمة قصيرة جدًّا» من تأليف ستيفن دبليو لوكلي(1) وراسل جي فوستر(2)(2012)، مراجعة مصطفى محمد فؤاد وعلا عبد الفتاح يس. صدرت هذه الترجمة عن مؤسسة هنداوي.[9]
- 2013 - «الأرض وحركتها» من تأليف ستيفن باركر ودافيد و هلين أورم، دار نهضة مصر(4) (ردمك 9789771446149)[10]
- 2010 - «التعامل مع الإحصاء : كل ما تحتاج إلى معرفته» من تأليف ريفا بيرمان براون، مجموعة النيل العربية(5) (ردمك 9773770974)[11]
- 2009 - «الرجيم المناخي: كيف يمكنك الحد من انبعاثاتك الكربونية وخفض نفقاتك وإنقاذ كوكب الأرض» من تأليف جوناثان هنري هارينجتون، مجموعة الليل العربية (ردمك 9773771180)[12]

### مؤلفات
- 2017 – دامة... بنت كوتشينة وولد (ديوان)، دار تشكيل للنشر والتوزيع، الديوان يحتوي تقريبا على 66 قصيدة، كل منها حالة منفصلة.[13]
- 2014 – عروسة ورق، دار دون للنشر والتوزيع[14]
- 2014 – العمر على قهوة (ديوان)، دار اكتب للنشر والتوزيع.[15][16]

## الهوامش
- 1: عالم أعصاب في قسم طب النوم بمستشفى بريجهام، وأستاذ مشارك في الطب في كلية الطب بجامعة هارفرد في بوسطن بالولايات المتحدة الأمريكية.
- 2: أستاذ علم الأعصاب، ورئيس مختبر نافيلد لطب العيون، وزميل كلية بريزنوز، بجامعة أكسفورد، وزميل الجمعية الملكية.
- (3) كتاب تم اعتماده علمياً
- (4) كتاب تم اعتماده علمياً
- (4) كتاب تم اعتماده علمياً